# دنسكو
دنسكو رواية للروائي السعودي غازي القصيبي صدرت عام 2002م، تتناول قصة مرشحين من عدة قارات يتنافسون للفوز برئاسة منظمة دنسكو. وقد أصدرت الرواية بعد خوض الدكتور القصيبي تجربة الترشح لرئاسة منظمة اليونسكو العالمية عام 1999م، وخسارته المنصب لصالح الياباني كوشيرو ماتسوؤرا.